# Life in Hell
Life in Hell (Livet i helvede) var en tegneserie, der blev offentliggjort ugentligt i aviser mellem 1977 og 2012 af Matt Groening. Hovedpersonerne i serien er antropomorfe kaniner og et homoseksuelt par. Hans sorthumoristiske serie om Binky, hans eks-kæreste Sheba, deres illegitime søn Bongo og bøsse/brødre-parret Jeff og Akbar startede i 1978 og var en af de første virkeligt populære “alternative avistegneserier”. Seriens temaer er kærlighed, sex, arbejde og død og udtrykker angst, social udstødelse, selvafsky og frygt for undergang. I tv-serien The Simpsons er referencer fra serien blevet brugt flere gange. 1986 udkom den første bogudgivelser.

## Historie
Matt Groening opfandt Life in Hell i 1977. Oprindelig var serien kun bestemt til at beskrive livet i Los Angeles, som en fotokopieret tegneserie beregnet til vennerne, og solgte den for to dollar per kopi
Life in Hell debuterede 1978som en tegneserie i det avantgardistiske tidsskrift Wet Magazine,  Den første serie, "Forbidden Words" udkom i september/oktober. Fra 1980 udkom serien i det alternative ugeblad Los Angeles Reader.
1984 foreslog Deborah Caplan, Groenings daværende veninden, at udgive, Life in Hell som en bog. Det første bind, Love is Hell (1986), en samling af tegneserier med temaet kærlighed, udkom i omkring 22.000 eksemplarer.
Et år senere blev Hollywood-producenten James L. Brooks opmærksom på tegneserien og bestilte Groening til at udvikle den. I frygt for mulig fiasko og miste sine rettigheder til serien besluttede Groening sig imod en tegneserieversion af Life in Hell og oprettede i stedet Simpsons.
Tegneserien optrådte i omkring 380 aviser overalt i verden, Den 15. juni 2012 var 1669. strip foreløbig den sidste i serien. 
Serien blev i en dansk version bragt i Dagbladet Information i sidste halvdel af 1990'erne.
En enkelt samling af Life in Hell er udgivet på dansk af forlaget Rosenknop i 1993 med titlen Kærligheden er et helvede, oversat af Søren Kuhn Larsen. Samlingen handler om alle alle de helvedes kvaler og problemer, der opstår hos både mænd og kvinder i forbindelse med kærlighed og sex. 

## Udgivelser på engelsk
- 1986 - Love is Hell - (ISBN 0-394-74454-3)
- 1986 - Work is Hell - (ISBN 0-394-74864-6)
- 1987 - School is Hell - (ISBN 0-394-75091-8)
- 1988 - Box Full of Hell - (ISBN 0-679-72111-8)
- 1988 - Childhood is Hell - (ISBN 0-679-72055-3)
- 1989 - Greetings from Hell - (ISBN 0-679-72678-0)
- 1989 - Akbar and Jeff's Guide to Life - (ISBN 0-679-72680-2)
- 1990 - The Big Book of Hell - (ISBN 0-679-72759-0)
- 1991 - With Love From Hell - (ISBN 0-06-096583-5)
- 1991 - How to Go to Hell - (ISBN 0-06-096879-6)
- 1992 - The Road to Hell - (ISBN 0-06-096950-4)
- 1994 - Binky's Guide to Love - (ISBN 0-06-095078-1)
- 1994 - Love is Hell: Special Ultra Jumbo 10th Anniversary Edition - (ISBN 0-679-75665-5)
- 1997 - The Huge Book of Hell - (ISBN 0-14-026310-1)
- 2007 - Will and Abe's Guide to the Universe - (ISBN 0-06-134037-5)